# 라퓨타빵

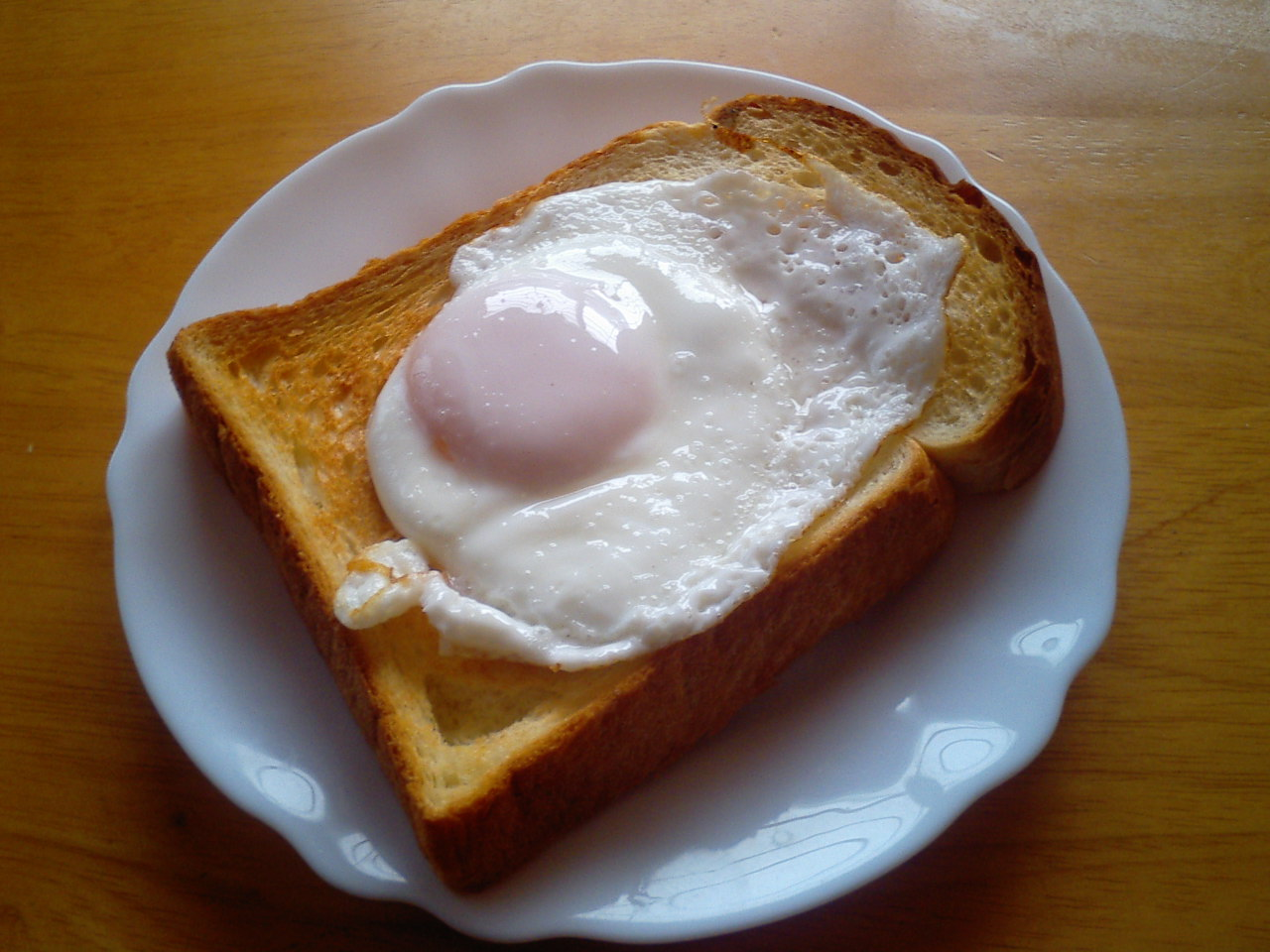
라퓨타빵.

라퓨타빵 또는 라퓨타 토스트는 애니메이션 천공의 성 라퓨타에 나오는 빵을 모방하고 재현한 요리를 가리키는 속칭이다. 인터넷 게시판이나 블로그에 자주 올라온다. 구운 식빵(토스트) 위에 달걀 후라이를 얹은 것을 가리킨다. 요리 연구가 고바야시 겐타로에 따르면, 매일 아침 라퓨타빵으로 식사를 하는 사람도 있다고 한다. 메이드 카페 등에서는 라퓨타빵을 팔기도 한다.